# Ngô Đặng Cường
Ngô Đặng Cường (sinh ngày 21 tháng 10 năm 1949) là một biên đạo múa người Việt Nam, ông từng là hiệu trưởng Trường múa Thành phố Hồ Chí Minh. Ông đã được nhà nước Việt Nam tặng danh hiệu Nghệ sĩ nhân dân vào năm 2007 và Giải thưởng Nhà nước về văn học, nghệ thuật năm 2012.

## Tiểu sử
Ngô Đặng Cường sinh ngày 21 tháng 10 năm 1949 tại Hà Nội. Năm 1968, ông vào học tại trường Múa Việt Nam. Đến năm 1982, ông được sang Liên Xô du học để học ngành biên đạo múa, trở về nước vào năm 1988, ông trở thành đạo diễn chính của Nhà hát Ca múa nhạc nhẹ Việt Nam (nay là nhà hát Nghệ thuật đương đại Việt Nam). Năm 1998, ông trở thành chuyên viên chính của cục nghệ thuật, biểu diễn. Ngoài ra, ông từng làm hiệu trưởng của Trường Múa Thành phố Hồ Chí Minh. Năm 2020, ông trở thành giám khảo tại Liên hoan nghệ thuật múa Thành phố Hồ Chí Minh mở rộng lần VI.
Ngô Đặng Cường đã được nhà nước Việt Nam phong tặng danh hiệu Nghệ sĩ nhân dân vào năm 2007. Năm 2012, ông được trao Giải thưởng Nhà nước về Văn học Nghệ thuật với cụm tác phẩm múa: "Những buổi chiều của mẹ", "Mưa rừng", "Hương chè mùa xuân", "Mùa cốm mới".

## Đời tư
Vợ của ông từng là nghệ sĩ múa. Hai vợ chồng ông sinh được 2 người con gái, con gái lớn sinh năm 1976 và cũng là nghệ sĩ múa. Con gái út của ông có tên khai sinh là Ngô Đặng Thu Giang, sinh năm 1990, cô có nghệ danh là Suni Hạ Linh và là một ca sĩ hoạt động tại Trung Quốc. Tháng 7 năm 2024, trong khi nền tảng mạng xã hội Việt Nam đau buồn vì sự qua đời của Tổng bí thư Nguyễn Phú Trọng thì cô lại chia sẻ nhiều thông tin về tiến độ dự án album của mình lên các trang mạng xã hội. Hành động này đã khiến cộng đồng mạng Việt Nam vô cùng tức giận, một số cư dân mạng Trung Quốc còn vào trang cá nhân của cô để chỉ trích vì cách hành xử không tinh tế.